# Ортокорібантії
Ортокорібантії, Сакасіни (грец. Ὀρθοκορυβαντίων (Σακασηνήν)) — скіфське населення області Сакасена у Закавказзі, яка була напівавтономною частиною Мідійського царства, сатрапії Мідія у складі Перської імперії, та, врешті решт, частиною Вірменії. На думку деяких вчених «… частина скіфів-шкуда — „ортокорібантії“ кінця VI — початку V ст.ст. до н. е. — залишилися жити у межах Мідіської держави», а власне Сакасена «… розташована на південь від середньої течії р. Кура, приблизно у районі сучасного Гянджи». Археологічні пам'ятки скіфів у Сакасені датовано VI — IV ст.ст. до н. е.
Можливо саме з сакасінами/ ортокорібантіями пов'язані події початку Мідійсько-Лідійської війни 591–585 рр. до н. е., про що Геродот пише:
| 73. ... Якось загін заколотних скіфів-кочовиків удерся в мідійську землю. На той час владарем мідійців був Кіаксар... який спершу доброзичливо прийняв скіфів як благальників. Він навіть, довіряючи їм, віддав їм своїх синів для навчання їх скіфської мови і стрільби з луків. Коли минув деякий час, сталося так... Кіаксар (а він був, очевидно, людиною дуже запальною), повівся з ними досить грубо. Тоді вони, зазнавши образи від Кіаксара і вважаючи, що він повівся з ними несправедливо... вони вирішили якнайшвидше тікати до Аліатта, Садіаттовоґо сина, в Сарди. Так воно і сталося... 74. Після цього, коли Аліатт відмовився видати скіфів на вимогу Кіаксара, між лідійцями і мідійцями почалася війна, що тривала п'ять років, на якій часто мідійці перемагали лідійців або лідійці мідійців (одного разу навіть у нічній битві). В такий спосіб із перемінним успіхом тривала ця війна, а на шостий рік під час однієї битви день раптом перетворився на ніч(1). Про таке перетворення дня на ніч провіщав іонійцям пілетянин Фалес, визначивши рік, коли станеться це перетворення. А лідійці і мідійці, щойно побачили, як настала ніч замість дня, припинили битву і поспішили укласти між собою мир. (Геродот, Історія, І, 73-74) [3] |
Етимологія назви:
- грец. Σακασηνήν < мід. *saka- šayana- — укр. земля саків, тобто укр. мешканці Сакасени, сакасенці.
- грец. Ὀρθοκορυβαντίων = д.ір. tigraχauda — укр. ті, хто носить гостроверхі капелюхи.

## Згадки Сакасени, сакасінів та ортокорібантіїв у античних джерелах
- Геродот, Історія, І, 92 «…Від Агбатанів та інших країв Мідії і від паріканіїв та ортокорібантіїв — чотириста п'ятдесят талантів. Це був десятий округ…»;[4]
- Страбон, Географія,
 — XI, 8, 4 «…Саки … заволоділи найліпшою землею у Віменії, якій вони лишили назву від свого імені — Сакасена; вони дійшли аж до країни каппадокійців… Перські полководці, що були тоді в цій країні, напали на них вночі, під час загального свята після розподілу здобичі й знищили це плем'я…, запчаткував щорічне св'яткування Сакеї…»[5]
 — ІІ, І, 14 «…у Сакасені та Араксені, областях Вірменії…»[6]
 — XI, 14, 4 «…За цією рівниною йде Сакасена, також межуюча з Албанією та річкою Кіром…»[7]
- Арріан
 — ІІІ, 8, (4) «Мідянами керував Атропат; з мідянами разом були кадусії, албани та сакесіни.»[8]
 — ІІІ, 11, (4) «Праворуч стояло військо з Келесирії та Межирічча, а також мідяни, за ними парфяни та саки, далі тапури й гіркани, далі албани та сакесіни — ці також до середини війська.»[9]